# Radioactieve-dosisequivalent
Radioactieve-dosisequivalent is een maat voor de geabsorbeerde hoeveelheid ioniserende straling, gecorrigeerd voor de biologische effecten van verschillende soorten straling. De grootheid heeft als eenheid de sievert (Sv) of röntgen equivalent man (rem). Het radioactieve-dosisequivalent is, anders dan veel andere natuurkundige grootheden, afhankelijk van de biologische effecten van straling. Dit in tegenstelling tot de natuurkundige effecten van straling, waarvoor de grootheid geabsorbeerde dosis wordt gebruikt, uitgedrukt in de eenheid gray, symbool Gy.
Het gemiddelde jaarlijkse dosisequivalent ten gevolge van achtergrondstraling ligt rond de 2,5 mSv (afhankelijk van de plaats op aarde). Ter vergelijking: een röntgenfoto levert een totaal dosisequivalent van 0,1 tot 1,0 mSv, een CT-scan levert al gauw zo'n 10 mSv op.
De formule van de equivalente stralingsdosis of dosisequivalent H is als volgt:
{\displaystyle H=w_{\mathrm {r} }\cdot D}
Waarbij:
- {\displaystyle H} staat voor de equivalente stralingsdosis of dosisequivalent in sievert (Sv).
- {\displaystyle w_{\mathrm {r} }} de stralingsweegfactor is (zonder eenheid).
- {\displaystyle D} staat voor stralingsdosis in gray (Gy).

Opmerking: gray (Gy) en sievert (Sv) bestaan uit dezelfde SI-eenheden; beide zijn J/kg.